# De weg naar de Congoboot
De weg naar de Congoboot is de naam die in Antwerpen werd gegeven aan de verkeersas die liep van het centraal station naar de Scheldekaaien en in het bijzonder naar Het Steen. In de 21e eeuw wordt vaak de term Via Sinjoor gebruikt.
Deze as bestond uit volgende straten: de De Keyserlei, de Teniersplaats, de Leysstraat, de Meir, om zo via de Groenplaats en de Suikerrui naar de aanlegsteigers te gaan, waar tot in de helft van de 20e eeuw de zeeschepen aanmeerden die naar de vroegere kolonie Belgisch-Congo voeren.
Uit het hele land kwamen de reizigers die in het centraal station aankwamen via deze as naar de schepen, hetzij om zelf af te reizen, hetzij om familieleden uit te wuiven. Deze weg werd te voet, per tram of per taxi afgelegd en de handelaars op die as (winkeliers, apothekers, cafés) leefden voor een stuk van het verbruik van deze mensen.
Toen in de jaren zestig van de 20e eeuw de grote passagiersschepen uit het Antwerps straatbeeld verdwenen, moesten deze handelaars terugvallen op een lokaal en toeristisch publiek.